# Halarchon
Halarchon là chi thực vật có hoa trong họ Amaranthaceae.